# Чрево (фильм)
«Чре́во» (англ. Womb; другое название «В утро́бе») — фильм венгерского режиссёра и сценариста Бенедека Флигауфа, вышедший на экраны в 2010 году. Его действие происходит в недалёком будущем, где клонирование человека постепенно становится обыденным процессом.

## Сюжет
В своей жизни Ребекка по-настоящему любила лишь Тома, но им не суждено было быть вместе — ещё в детстве ей пришлось уехать в Японию. Когда Ребекка выросла и получила высшее образование, она вернулась и снова встретила Тома. Они возобновили отношения, но во время загородной поездки Тома сбила машина.
Ребекка решила клонировать Тома. Она сама выносила ребёнка и родила с помощью кесарева сечения. Она воспитывала мальчика, называя его своим сыном. Его прототип она упоминает как его отца. С возрастом Том-младший, не подозревающий о своём истинном происхождении, начинает всё больше напоминать умершего, и Ребекка начинает вновь испытывать к нему незабытые чувства. На протяжении своего взросления Том начинает испытывать смутные ощущения, похожие на память из прошлой жизни. Он случайно встречается с матерью настоящего Тома и очень смутно узнаёт её.
Ребекка испытывает ревность к внезапно появившейся у Тома девушке, которая к тому же осталась жить в их доме, но являясь одновременно и любящей женщиной Тома, и матерью, она не может открыто говорить об этом. Нарастающий накал внутри семьи ставит всех на грань безумия, и девушка в итоге уходит, а Том требует у Ребекки объяснений. И наконец она показывает ему компьютер с фотографиями прежнего Тома. Узнав, что живёт во второй раз, Том переживает шок и непонимание, что он такое и кем теперь считать Ребекку. Он набрасывается на неё и насилует, но она не сопротивляется. Вскоре Том находит в себе силы всё понять и, сказав единственное «спасибо, Ребекка», покидает дом, а Ребекка понимает, что снова беременна.

## Релиз
Мировая премьера фильма состоялась 15 июля 2010 года в рамках «German Film Week». В этом же году фильм был показан на кинофестивалях в Локарно, Торонто, Рейкьявике, Гамбурге, Лондоне, Мумбаи и Салониках. Российская премьера фильма состоялась 20 января 2011 года.

## В ролях
- Ева Грин — Ребекка
- Мэтт Смит — Том
- Лесли Мэнвилл — Джудит
- Питер Уайт — Ральф
- Ханна Мюррей — Моника
- Наталия Тена — Роуз
- Иштван Ленарт - Генри
- Руби О. Фи - Ребекка (детская версия)
- Тристан Кристофер - Томас (детская версия)
- Инго Хассельбах -Уолтер
- Элла Смит - Молли
- Вунми Моссаку - Эрика